# Planet of the Daleks
Planet of the Daleks (El planeta de los Daleks) es el cuarto serial de la décima temporada de la serie británica de ciencia ficción Doctor Who, emitido originalmente en seis episodios semanales del 7 de abril al 12 de mayo de 1973.

## Argumento
Tras haber sido herido de gravedad por el disparo de El Amo, Jo Grant ayuda al Doctor a volver a la TARDIS, donde usando los circuitos telepáticos de la TARDIS envía un mensaje telepático a los Señores del Tiempo, y después desplomarse, no sin antes decirle el Doctor que estará inconsciente un buen tiempo, cayendo en un estado de coma y bajando su temperatura hasta el punto de aparecer escarcha en su cuerpo. Los Señores del Tiempo, mientras llevan remotamente la TARDIS a otro planeta, que resulta ser Skaro, el planeta natal de los Daleks. Jo se aventura por su cuenta con el Doctor todavía inconsciente. Será salvada de la muerte por los Thal, mientras el Doctor al despertar va tras ella. Al encontrarse por separado con los Thal, tendrá que convencerles de que él es el famoso Doctor de la leyenda Thal contándoles los detalles de su primer viaje al planeta siglos atrás...

### Continuidad
Este serial es una continuación directa de Frontier in Space, formando ambos seriales una aventura épica de doce episodios. Reaparece la raza de los Thal por primera vez desde The Daleks (1963). Volverían a aparecer en Genesis of the Daleks (1975).
En el serial del Séptimo Doctor Remembrance of the Daleks, el Doctor improvisa un dispositivo desactivador de Daleks y añade "hice algo así en Spiridon", refiriéndose a este serial.

## Producción
| Episodio          | Fecha de emisión    | Duración | Espectadores en millones | Estado en el archivo                       |
| ----------------- | ------------------- | -------- | ------------------------ | ------------------------------------------ |
| Episodio 1        | 7 de abril de 1973  | 24:51    | 11,0                     | Cinta original en PAL                      |
| Episodio 2        | 14 de abril de 1973 | 24:08    | 10,7                     | Cinta original en PAL                      |
| Episodio 3        | 21 de abril de 1973 | 22:34    | 10,1                     | Recuperación de color por puntos de chroma |
| Episodio 4        | 28 de abril de 1973 | 23:36    | 8,3                      | Cinta original en PAL                      |
| Episodio 5        | 5 de mayo de 1973   | 22:31    | 9,7                      | Cinta original en PAL                      |
| Episodio 6        | 12 de mayo de 1973  | 23:02    | 8,5                      | Cinta original en PAL                      |
| [ 1 ] [ 2 ] [ 3 ] |                     |          |                          |                                            |

En los episodios 2 y 4 no se hizo repetición del cliffhanger del episodio anterior, mientras que en el episodio 3 se hizo una nueva interpretación del cliffhanger anterior. Aunque esta técnica era muy común en los episodios de los sesenta, a estas alturas del programa, era un método que ya casi nunca se usaba.
El Dalek Supremo que aparece en esta historia era un modelo modificado proveniente de la película Daleks - Invasion Earth 2150 AD que le habían dado a Terry Nation. El brazo ocular había sido reemplazado por una linterna convencional que parpadeaba cuando hablaba.
Durante muchos años, el episodio 3 sólo existía en una filmación en celuloide de 16mm en blanco y negro, ya que la cinta original en PAL se había borrado para que la BBC la reutilizara en 1976. En 2008 se restauró el color por completo usando una combinación de colorización informática por parte de Legend Films, y un software del Colour Recovery Working Group basado en la recuperación de color por puntos de chroma. Esta técnica consistía en que cuando se hizo la copia en celuloide, filmando un monitor de televisión en color reproduciendo la cinta original, en el celuloide se capturaron en blanco y negro los puntos de color y su diferente intensidad, y el software analizaba la intensidad correspondiente a cada componente de color, rojo, verde o azul, para traducir la información de color original. Esta versión se publicó en DVD en 2009. Las cintas originales de los otros cinco episodios todavía se conservan.